# Бюлов, Бернгард фон
Граф (1899), князь (1905) Бернгард Генрих Карл Мартин фон Бюлов (нем. Bernhard Heinrich Martin Karl Fürst von Bülow; 3 мая 1849, Клайн-Флотбек, Гольштейн — 28 октября 1929, Рим) — германский государственный и политический деятель, рейхсканцлер Германской империи с 17 октября 1900 по 14 июля 1909 года.

## Семья
Двоюродный дед Бернгарда фон Бюлова Генрих фон Бюлов был послом Пруссии в Англии в 1827—1840 годах. Отец Бернгард Эрнст фон Бюлов занимал государственные посты в Дании и Германии. Брат, генерал-майор Карл Ульрих фон Бюлов, был кавалерийским офицером в Первую мировую войну, участником атаки Льежа в августе 1914 года.
В настоящее время потомки проживают преимущественно в Германии, отдельные представители — в России.

## Происхождение и ранние годы
Родился в семье Бернхарда Эрнста фон Бюлова (1815—1879), занимавшего пост государственного секретаря в министерстве иностранных дел при Отто фон Бисмарке.
Род Бюлов — старинная благородная мекленбургская семья, происходившая из деревни Бюлов близ Рены. Название Бюлов впервые упоминается в документе, найденном в основании Ратцебургского собора (1154). Основателем рода считается Годфрид де Бюлов (1229). Многие члены семьи занимали высшие государственные, военные и церковные должности, а также являлись видными деятелями культуры.
В Лозаннском университете, в Берлине и Лейпцигском университете он изучал право, затем добровольцем поступил на службу в гусарский полк «Король Вильгельм I» № 7 во Франко-германской войне (1870/71), заслужив офицерское звание. Тем не менее, он продолжил получение юридического образования и в 1872 году сдал выпускной экзамен в Грайфсвальдском университете.

## Дипломатическая карьера
До 1874 года стажировался в окружном суде Эльзаса и Лотарингии в Меце. Затем он перешел на государственную службу в системе министерства иностранных дел. Работал консулом и секретарем в германских посольствах в Санкт-Петербурге и Вене, в 1876 году стал атташе посольства Германии в Италии, а в 1877 году — поверенным в делах в Греции.
В 1878 году он назначен атташе в германском посольстве в Париже, летом того же года был назначен в секретариат Берлинского конгресса. В 1880 году — вторым секретарём посольства. В Париже по санкции берлинского суда он осуществлял слежку за семьёй банкира Адольфа Вильгельма фон Кесслера. Разразился скандал, когда Бюлов тщетно пытался соблазнить привлекательную жену банкира Алису в отсутствие её очень преданного мужа. В своих поздних воспоминаниях он обвинил Адольфа фон Кесслера в том, что он выгодно использовал свою жену для защиты своих деловых интересов.
В 1884 году назначен первым секретарём германского посольства в Санкт-Петербурге, в 1888 году — посланником в Бухаресте, в 1894 году — германским послом в Риме.
В 1897 году, после отставки Адольфа фон Биберштайна, назначен статс-секретарём по иностранным делам (этот же пост в 1873—1875 годы занимал его отец) в должности министра в правительстве князя Гогенлоэ. Способствовал расширению колониальной экспансии Германии, в 1899 году после проведения успешных переговоров по присоединению Каролинских островов, получил титул графа.
После отставки Гогенлоэ в 1900 году занял посты рейхсканцлера и министра-президента Пруссии.

## Канцлер
Первым действием Бюлова в качестве канцлера была защита в рейхстаге политики германской интервенции в Китае, и в дальнейшем он неоднократно отстаивал интересы германской внешней политики перед парламентом. 6 июня 1905 года ему был присвоен титул князя (Fürst). До 1906 года внешнюю политику фактически определял барон Гольштейн, занимавший пост советника германского МИД. Ещё в 1900 году Бюлов предлагал ему портфель министра иностранных дел, но тот отказался.
Главным внешнеполитическим направлением его политики была выбрана стратегия «свободной руки». Экспортный потенциал Германии к концу XIX века уступал только британскому и американскому, однако торговые суда оставались в значительной степени незащищённым. Таким образом, ставилась задача создания современного и мощного военно-морского флота. Также важной целью было строительство в колониях железных дорог, таких как Багдадская железная дорога и реализация проектов железных дорог в африканских владениях Германии. В этот период произошли восстания в немецкой Восточной Африке и на юго-западе Африки (восстание Героро 1904), последующая административная реорганизация охраняемых районов (самоуправление, земельные сообщества).
После критики колониальной политики Великобритании, в частности, в англо-бурской войне и попыток укрепить связи с Россией на фоне Гулльского инцидента британо-германские отношения значительно ухудшились.
В 1904 году было заключено Англо-французское соглашение, а в 1905/06 Германский Рейх оказался изолированным в первом марокканском кризисе. В своей речи в Рейхстаге 14 ноября 1906 года он обвинил противников Германии в попытке окружения (Einkreisung) страны. Этот термин стал модным для определения геополитической угрозы в немецком обществе.
После аннексии Австро-Венгрией боснийских земель пространство для внешнеполитического манёвра для Германии ещё более сузилось. Противостояние с крупнейшими европейскими державами серьёзно обострилось.
Некоторые исследователи считают его инициатором скандала вокруг Филиппа цу Эйленбурга, поскольку тот мог рассматриваться императором кандидатом на пост канцлера.
Значительное недовольство императора вызвала позиция канцлера по поводу скандала вокруг публикации в октябре 1908 года в британской газете «Дейли Телеграф» беседы британского полковника Эдварда Монтагю-Стюарта-Вортли с немецким кайзером Вильгельмом II. Британская общественность сочла поведение императора высокомерным, а в самой Германии усилились призывы к чёткому ограничению прав кайзера. При этом все политические силы в рейхстаге объединились против Вильгельма. И хотя именно канцлер отвечал за то, чтобы содержание интервью было выверенным, Бюлов под прессом общественного давления не поддержал главу государства и пообещал в будущем способствовать уменьшению его влияния на политику. Основа доверия между императором и канцлером была полностью подорвана.
В 1909 году, после отказа рейхстага принимать разработанный правительством бюджет, Бюлов подал в отставку. 14 июля 1909 года его отставка была принята.

## После отставки
В 1914—1915 годах был послом в Италии. Такая необходимость была связана с задачей удержать страну в Тройственном союзе и основывалась на особых семейных отношениях и тесных связей политика с ведущими государственными деятелями Италии. Однако он не смог добиться успеха и Италия перешла на сторону Антанты.
Многие лидеры рейхстага надеялись на его возвращение на пост рейхсканцлера, после отставки Теобальда Бетмана-Гольвега (1917).
После окончания Первой мировой войны жил в Риме из пожизненной пенсии на вилле Мальта. Она была оплачена издательством Ульштайн в качестве платы за передачу записей политика, но издателю было разрешено публиковать их только после смерти Бюлова. В 1930—1931 годах в четырёх томах были опубликованы мемуары экс-канцлера, которые вызвали большой общественный резонанс, в частности, из-за отрицательной характеристики Вильгельма II.

## Награды и звания

### Германские
- Рыцарь ордена Чёрного орла (Пруссия)
- Большой крест ордена Вюртембергской короны (Пруссия)
- Большой крест ордена Вендской короны (Мекленбург)
- Орден Святого Губерта (Бавария)
- Орден Рутовой короны (Саксония)

### Иностранные
- Большой крест ордена Башни и Меча (Португалия)
- Большой крест ордена Слона (Дания)
- Орден Серафимов (Швеция)
- Высший орден Святого Благовещения (Италия)
- Королевский венгерский орден Святого Стефана (Венгрия)
- Орден Святого апостола Андрея Первозванного (Россия)

### Почетные звания и награды
- Почетный член Прусской академии наук
- Почетный доктор Кёнигсбергского и Мюнстерского университетов
- Каноник монастыря Бранденбург
- Рыцарь ордена Золотого Руна

### Площадь его имени
В период между 1910 и 1933 годами современная площадь Розы Люксембург в Берлине носила имя Бюловплац.